# So This Is Love
«So This Is Love» es una canción de la película animada de Disney, Cenicienta de 1950. Fue cantada dentro del filme narrado por Ilene Woods como Cenicienta y Mike Douglas como Príncipe Encantador.
En 2007, la canción fue grabada por The Cheetah Girls. Es el tercer sencillo de Walt Disney Records y Hollywood Records, DisneyMania 5. La versión original de The Cheetah Girls hizo su premier en Radio Disney el 17 de marzo de 2007, y fue añadida a la lista de regular reproducción. Fue oficialmente lanzado para descarga digital el 27 de marzo de 2007. La versión de The Cheetah Girls tiene dos versiones una en inglés y otra en español.

## Producción
Girls Just Want to Have Fun fue originalmente planeado para ser el siguiente sencillo de The Cheetah Girls, y la canción aparecería en su siguiente segundo álbum, TCG. Sin embargo, Walt Disney Records y Hollywwod Records decidieron lanzar "So This Is Love" como un sencillo en la primavera del 2007, con un buen vídeo musical. La discográfica de las chicas, Hollywood Records, canceló el lanzamiento de "Girls Just Want to Have Fun".

## Vídeo musical
The Cheetah Girls hicieron un vídeo musical de "So This Is Love" en marzo de 2007. El vídeo musical fue dirigido por Shane Drake y grabado en dos diferentes localizaciones, ambas en Los Ángeles. Una versión corta del vídeo musical fue presentada en Nickelodeon el 7 de abril de 2007, y la versión extendida de alta calidad fue subida a internet el mismo día.
El vídeo trata sobre tres niñas cantando y soñando con los ojos abiertos en torno a su apartamento-loft, con el pensamiento puesto en sus novios. Luego actúan en un pequeño concierto, cantando y bailando, ante los asistentes.

## "Ellas & Magia"
La cantante española Malú interpretó la versión en castellano de "So This Is Love" (Llegó el Amor) en el DVD "Ellas & Magia" de Disney, en el año 2003.

## Posicionamiento
| Listas       | Posición |
| ------------ | -------- |
| U.S. Pop 100 | 97       |